# 希望 (高速フェリー)
希望（きぼう）は、静岡県所管の財団法人静岡県総合管理公社が所有していた高速フェリー。テクノスーパーライナー実験船「飛翔」を転用改装したもので、東海地震などの非常時に備えた防災船でもあった。2005年の運用廃止後、売却を模索するも廃船となった。

## 概要
テクノスーパーライナーのTSL-A船型の実験船「飛翔」として、三菱重工業と三井造船の共同設計で三菱重工業長崎造船所で建造された。1994年に行われた実海域試験では最高時速54ノット（約100キロ）超を記録。台風接近による最大波高６メートルの状況下でも40ノット（約74キロ）で航行するなど、高い性能を発揮した。
1995年7月から11月10日にかけて総合試験が行われ、長距離航行の安全性、船体および機関の保守性、荷役の高速化などが評価された。総合試験では国内各地の33港に寄港、コンテナ延べ107個を輸送した。また1995年の日本船舶海洋工学会のシップ・オブ・ザ・イヤーに選ばれている。
実験終了後、展示・保管するには大型すぎたことから、開発を担った企業組合であるテクノスーパーライナー研究組合では旅客船やフェリーへの改造案を作成、島嶼部のある地方自治体や旅客船運行会社などに売り込みを行い、最終的に静岡県が防災船として購入し「希望」と命名した。
三菱重工業長崎造船所でのフェリー化改装ののち、1997年（平成9年）3月31日に引き渡された。船体のカラーリングは、青が駿河湾、白が波、オレンジ色がみかん、緑がお茶をイメージしたものである。
平時はカーフェリーとして使用されていたほか、東海地震発生など非常時の活用が期待されていた。2000年の北海道の有珠山の噴火では、溶岩が町に到達した場合の救助活動が要請されたが、避難が迅速に進んだことなどから、このときは実現しなかった。また同年の三宅島噴火でも出動体制がとられた。同年2月29日から3月8日にかけてはテクノスーパーライナーの売り込みとして中国の上海との国際実験航海を実施した。
航海速力は時速40.0ノット（約75km）と、同程度の規模の船舶と比較してかなり速いが、一方で特殊な船型及び推進方式のため、搭載量は少ない。旅客定員260人、普通車30台（または大型バス5台、普通車10台）。主機がガスタービンであったため、燃費は軽油1リットルで8メートル と非常に悪く、整備等運用コストも高かった。

### 運航当時の状況
伊豆半島は道路事情が悪く、特に観光シーズンは渋滞が発生しやすい。また、半島ゆえの地形から海路を短絡できる船舶航路は有用とされてきた。このため、従来より静岡市清水区（旧：清水市）と伊豆市（旧：土肥町）を65分で結ぶエスパルスドリームフェリー（駿河湾フェリー）が運航されてきた。
本船は県が購入後の2005年9月まで、県がエスパルスドリームフェリーに運行を委託する形で清水港と下田港を結ぶフェリーとして利用されていたが、同年10月以降は原油価格高騰のため、運航が休止された。その後、フェリー航路については民間での対応が決まったこと、災害時の輸送体制については海上自衛隊による対応が確立されたことにより、本船は県が多額の経費をかけて維持する必要がなくなったことから、廃止・売却されることとなった。
また本船はカーフェリーであったものの、可動橋とサイドランプの隙間に専用の台を人力で設置・撤去する必要があり、航行速度自体は高速であったものの、車の積み下ろし時にはかなり時間がかかっていた。

### 廃船の顛末
航路廃止後の2006年3月24日、清水港から係留先である横浜港に向かった。その後しばらくの間、同港に係留され売却先を探すことになった。
県はこの売却に際し、落札後は「日本国内で海上運送法に規定する船舶運航事業または港湾運送事業法による一般港湾運送事業の用に供すること」という用途制限を設けていたが、その一方で三菱重工業と締結していたガスタービンエンジンのリース契約を解除することで合意したため、この船は船として運用しようにもまずエンジンを調達することが必要であった。
2007年2月19日、船体の売却先を決めるための入札が行われたが、参加した2者とも入札金額が予定価格の4,000万円に満たず、落札されなかった。その後、同年3月12日に落札予定価格を2,000万円に引き下げたうえで改めて入札が行われ、横浜市中区の不動産会社が落札した。
一方、同船のエンジンについては、県がアメリカの会社へ売却のための契約交渉を行っていた。しかし、船体の落札者は同月29日、エンジンの「買い戻し」が確認できるまでは購入契約を延期したいとの申し入れを行ったため、県は落札を無効とした。こののち県は、同船を中古船舶としてではなく廃船（資源）として処理することとなった。
同年5月、県は三菱重工業に対し本船を約658万円で売却した。県は、技術流失防止対策のほか解体費用の面などを総合的に判断した結果、同社への売却が最良の選択としていたが、同社は売却発表から5日後、同船を解体しないまま神奈川県内の産業廃棄物（産廃）処理業者に約4,000万円で転売した。これに対し、解体条件付で入札を実施しなかった県の対応に疑問を呈する声や、産廃処理業者の手に渡ったことで技術流出防止の目的が失われたとする指摘もある。

## 航路
- 清水港（静岡市清水区） - 下田港（下田市）

休止まで、運航時は1日1往復、所要時間1時間40分。

## 船内
客室は普通席のみ設置（モノクラス制）されていた。なお、船内後方に売店とトイレが設置されていた。
旅客船としての定員は260名であり、全て椅子席であったが、このうち40名分の椅子については防災船としての運用時のために、救急診療用のベッドとしても用いることができるように4人掛けのソファを設置していた。
このほか、簡易診療スペースや、災害時に直接接岸できない場合や津波等による漂流者救助の際などに使用する高速交通艇1隻、県や市町村主催の防災講座や各種セミナーに使用するためのテレビと大型プロジェクターを備えていた。